# Vita (filosofia)
Il concetto di vita in senso biologico non coincide con quello filosofico. Genericamente possiamo riferirci alla biologia nel definire la vita come la condizione di esseri che, caratterizzati da una forma precisa e da una struttura chimica particolare, hanno la capacità di conservare, sviluppare e trasmettere forma e costituzione chimica ad altri organismi.
In filosofia la definizione del concetto di vita è diversa e più complessa poiché risente della scarsità lessicale presente nella lingua italiana che usa un unico termine per una diversità di significati: in senso generale si adopera il lemma "vita" per indicare la vita animale, quella umana, quella oltreumana e, nei riguardi dell'uomo in particolare: la vita corporea, quella psichica, quella spirituale.

## Pensiero antico
Nel pensiero greco antico vengono usati invece tre termini a seconda del loro specifico significato:
- ζωή (zoé): il principio, l'essenza della vita che appartiene in comune, indistintamente, all'universalità di tutti gli esseri viventi e che ha come concetto contrario la non-vita e non, come si potrebbe pensare, la morte poiché questa riguarda il singolo essere che cessa, lui e soltanto lui, di vivere;[3]
- βίος (bíos): indica le condizioni, i modi in cui si svolge la nostra vita. Zoé è dunque la vita che è in noi e per mezzo della quale viviamo (qua vivimus), bios allude al modo in cui viviamo (quam vivimus), cioè le modalità che caratterizzano ad esempio la vita contemplativa, la vita politica ecc. per le quali la lingua greca usa appunto il termine bios accompagnato da un aggettivo qualificante;[3]
- ψυχή (psyché):[2] nella lingua greca del Nuovo Testamento ricorre nel significato di "anima-respiro"[4], il "soffio" vitale:

Nella filosofia greca antica tutto il reale è concepito come vivente secondo la teoria dell'ilozoismo che nella ricerca del principio introduce considerazioni di argomento biologico per cui: Diogene di Apollonia considera l'aria come vita, Empedocle fa risultare la vita dalla armonica fusione dei quattro elementi primigeni, Anassagora intuisce l'origine di tutti gli esseri viventi nell'aggregazione dei semi (σπέρματα). Tutti questi sono elementi materiali viventi che vengono connessi con il concetto di psyché, come nel Timeo di Platone dove l'intero mondo è un organismo vivente. Un concetto di anima del mondo, che risale probabilmente a tradizioni orientali, orfiche e pitagoriche. Secondo Platone il mondo è infatti una sorta di grande animale, la cui vitalità generale è supportata da quest'anima, infusagli dal Demiurgo, che lo plasma a partire dai quattro elementi fondamentali: fuoco, terra, aria, acqua.
Anche per Aristotele la vita s'identifica con l'anima (ἐντελέχεια), sia essa vegetativa, sensitiva o intellettiva, che è nel sinolo «causa e principio del corpo vivente»
Con Aristotele il primato della forma sulla materia porta alla contrapposizione del βίος θεωρητικός (bios theoretikòs) al βίος πρακτικός (bios praktikòs), al primato della vita contemplativa sulla vita attiva, come diranno i filosofi medioevali, vale a dire la superiorità della conoscenza teoretica, che permette all'uomo di cogliere la verità di per se stessa mentre quella pratica cerca anch'essa la verità ma come mezzo in vista dell'azione, al fine di cambiare la realtà:
La visione aristotelica sarà fatta propria anche dal neoplatonismo, che nella sua dottrina emanatistica e nella concezione dell'anima come psiche cosmica, stabilirà la connessione tra il mondo ideale, della generazione delle diverse dimensioni della realtà appartenenti alla stessa sostanza divina, e quello materiale delle realtà empiriche.

## Il pensiero cristiano e medioevale
Nella concezione cristiana nel Vecchio Testamento la vita umana è strettamente collegata alla volontà benefica di Dio mentre la morte è rapportata al peccato. Nel Nuovo Testamento la connessione vita-divino si consolida nel messaggio di Gesù che assicura la resurrezione, una vita futura a chi crede in lui.
La filosofia medioevale accoglie l'eredità neoplatonica dell'importanza del βίος ϑεωρητικός per una vita vissuta religiosamente e misticamente come strumento per giungere alla vita oltremondana e riprende la concezione aristotelica della vita biologica adattando la sua definizione dell'anima come «l'atto puro di un corpo che ha la vita in potenza» alla teoria dell'immortalità dell'anima:

## Filosofia moderna
Tra il 1600 e il 1700 la vita viene concepita come appartenente a un essere vivente che deve essere studiato come se fosse una macchina distinguendo nettamente ciò che riguarda gli elementi fisici da quelli psichici. Questa tesi, dove si cimentano in particolare Cartesio e Hobbes viene contrastata da Leibniz che definendo la monade la riferisce al principio aristotelico della entelechìa (ἐντελέχεια) intesa come la tensione di un organismo che mira a realizzare se stesso secondo leggi proprie, passando dalla potenza all'atto.
Queste concezioni vengono superate dal vitalismo che eredita dal 1600 i motivi neoplatonici e magici-alchemici dei filosofi rinascimentali Marsilio Ficino e Pico della Mirandola.
I pensatori dell'età romantica, Herder, Hölderlin, Schiller, Jacobi,  nel filone segnato dalla Critica della ragion pratica e dalla Critica del giudizio kantiane, concepiscono la vita inserendola nella nuova visione della filosofia della natura sviluppata da Goethe, Schelling e Hegel il quale in particolare vuole contrastare sia la teoria intellettualistica che vede la vita come qualcosa di incomprensibile sia quella romantica che contrappone l'energia della vita al freddo sapere, riportando la vita nell'ambito dello sviluppo dialettico dell'Idea (tesi) che si oggettiva come natura (antitesi) per approdare alla sintesi dell'Idea che torna su se stessa colma di realtà.
All'inizio del XX secolo si costituisce la Lebensphilosophie, la filosofia della vita che rifacendosi all'opera di György Lukács La distruzione della ragione, si esprime in una varietà di autori che elaborano una dottrina variegata e non unitaria tenuta assieme dall'antinomia vita-ragione. Così Dilthey, Rickert, Simmel, Scheler, Ludwig Klages, e specialmente Unamuno, José Ortega y Gasset, Eugeni d'Ors e altri, si rifanno a elementi del romanticismo, di Arthur Schopenhauer, di Nietzsche oppure riconducono la razionalità a qualcosa di immanente alle stesse strutture materiali della vita. Una «vitalizzazione della ragione» che porta all'irrazionalismo, al misticismo, all'amoralismo:
Su queste basi speculative nella seconda metà del Novecento la filosofia francese con Deleuze ha sviluppato una filosofia della vita che in questo autore, attingendo agli studi storico-epistemologici di Georges Canguilhem, porta alla fondazione di una visione immanentistica della vita che ha come fulcro il concetto di differenza-ripetizione  
Sulla scia del pensiero di Nietzsche, la differenza è concepita come affermazione pura, come atto creativo e l'identità come un che di selettivo, che torna solo per affermare la differenza.
Attingendo alla filosofia della vita Foucault avanza la teoria del "biopotere" cioè le pratiche con le quali la rete di poteri gestisce
- la gestione del corpo umano nella società dell'economia e finanza capitalista, la sua utilizzazione e il suo controllo
- la gestione del corpo umano come specie, base dei processi biologici da controllare per una biopolitica delle popolazioni[15]